# رابین الیس
آنتونی رابین الیس  (انگلیسی: Robin Ellis) (زاده ۸ ژانویه ۱۹۴۲) یک بازیگر انگلیسی است که به عنوان بهترین ایفاگر نقش کاپیتان راس پلدارک در ۲۹ قسمت از مجموعه تلویزیونی پُلدارک محصول شبکه بی‌بی‌سی، شناخته شده‌است. این مجموعه اقتباسی از آخرین کتاب‌های نویسنده انگلیسی وینستون گراهام است. او همچنین در سرباز خوب، عقل و احساس، ماجراهای شرلوک هلمز (سری تلویزیونی) و او مرا دوست دارد (که در آن فیلم رابین الیس آواز می‌خواند)؛ ظاهر شده‌است.

## زندگی و فعالیت حرفه‌ای
الیس در ایپسوییچ متولد شد. او در مدرسه های‌گیت در شمال لندن و سپس در کالج فیتزویلیام کمبریج تحصیل کرده‌است. او همچنین در این کالج که در آن تاریخ خوانده بود، در بیش از ۲۰ نمایشنامه ظاهر شد. سپس در سال ۱۹۷۲ میلادی و پس از آن، در نمایش‌هایی همچون چوب شیطان، تارتوف، شاه لیر و گره (بر اساس کتاب رونالد دیوید لینگ) حضور داشت.